# 류습
류습(柳濕, 1367년 10월 27일 ~ 1439년 8월 6일)은 고려 말 조선 초의 문신이다. 본관은 고흥(高興). 류탁(柳濯)의 차남이다.

## 생애
음직(蔭職)으로 벼슬에 임명되어 합문 인진사(閤門引進使)가 되었다.
조선 태조(太祖)가 꿈에 류탁(柳濯)을 보았는데, 그 아들을 벼슬시켜 줄 것을 청하였다. 깨어 나서 이상하게 여기어 류탁은 고흥백(高興伯)이 되었고, 류습은 과의 상장군(果毅上將軍)에 특진되었다.
태종(太宗)을 섬겨 원종공신이 되고, 예조·형조·병조·이조의 전서(典書)를 역임한 뒤, 전라(全羅)·충청(忠淸)·평안(平安) 3도의 도절제사가 되고, 중군 도총제(中軍都摠制)에 승진하였다. 이어 좌군동지총제(左軍同知摠制)·경기우도도총제·호분시위사총제·개천도감제조(開川都監提調)·별사금제조(別司禁提調) 등을 역임하고, 1414년에는 하정사로 명나라에 다녀왔다.
1418년 평안도도절제사를 역임하고, 1419년(세종 1)에는 우군 원수(右軍元帥)가 되어 대마도(對馬島)를 정벌하였다.
돌아와서 병으로 걸퇴(乞退)했으며, 1439년(세종 21) 졸했다. 향년 73세. 시호(諡號)는 양정(襄靖)이다.